# فرانسیس مک‌دونالد
فرانسیس مک‌دونالد (به انگلیسی: Frances MacDonald)؛ (زادۀ ۲۴ اوت ۱۸۷۳ میلادی – درگذشتۀ ۱۲ دسامبر ۱۹۲۱ میلادی) یک هنرمند اهل اسکاتلند بود که کار طراحی او یکی از ویژگی‌های برجستۀ سبک مدرن (سبک آر نُوو بریتانیا) در طول دهه ۱۸۹۰ میلادی بود.

## زندگی‌نامه
خواهر طراح و هنرمند مارگارت مک‌دونالد مکینتاش، او در کیدسگرو، استوک-آن-ترنت به دنیا آمد و در سال ۱۸۹۰ میلادی با خانواده‌اش به گلاسگو نقل مکان کرد. هر دو خواهر در سال ۱۸۹۱ میلادی در کلاس‌های نقاشی در مدرسۀ هنر گلاسگو ثبت نام کردند و در آنجا با معماران جوان چارلز رنی مکینتاش و هربرت مک‌نیر ملاقات کردند. فرانسیس در سال ۱۸۹۹ میلادی با مک‌نیر ازدواج کرد و مارگارت در سال ۱۹۰۰ میلادی با مکینتاش ازدواج کرد. پس از آشنایی، آن‌ها آثارشان را با هم در نمایشگاهی به نام «باشگاه هنر» به نمایش گذاشتند و به دلیل رویکرد سبکی مشابه، به «چهار» معروف شدند.
در اواسط دهۀ ۱۸۹۰ میلادی، خواهران مدرسه را ترک کردند تا با هم یک استودیوی مستقل راه‌اندازی کنند. آن‌ها در زمینۀ گرافیک، طرح‌های پارچه، تصویرسازی کتاب و فلزکاری با یکدیگر همکاری کردند و سبکی متمایز تحت تأثیر عرفان، نمادگرایی و تصویرسازی سلتیک توسعه دادند. فرانسیس همچنین طیف گسترده‌ای از آثار هنری دیگر، از جمله گل‌دوزی، پانل‌های فلزی و نقاشی‌های آبرنگ را تولید کرد. او نیز مانند خواهرش تحت تأثیر کارهای ویلیام بلیک و اوبری بردزلی قرار گرفت و این در استفادۀ او از فیگورهای کشیده و عناصر خطی منعکس شده‌ است. این خواهران در لندن، لیورپول و ونیز نمایشگاه‌هایی را برگزار کردند.
در سال ۱۸۹۹ میلادی او با مک‌نیر ازدواج کرد و در لیورپول به او پیوست، جایی که او در دانشکدۀ معماری و هنرهای کاربردی تدریس می‌کرد. این زوج با نقاشی آبرنگ و طراحی فضای داخلی، یک اتاق تحریر را در نمایشگاه بین‌المللی هنر مدرن در تورین به نمایش گذاشتند و فرانسیس شروع به تدریس کرد. آن‌ها همچنین فضای داخلی خانۀ خود در خیابان آکسفورد، شمارۀ ۵۴ را طراحی کردند. در اوایل دهۀ ۱۹۰۰ میلادی آن‌ها همچنین در لیورپول، لندن، پاریس، ونیز، وین و درسدن نمایشگاه برگزار کردند. بسته شدن مدرسه در سال ۱۹۰۵ میلادی، و از دست دادن ثروت خانوادۀ مک‌نیر در اثر شکست تجاری، منجر به کاهش تدریجی در حرفۀ آن‌ها شد و آن‌ها در سال ۱۹۰۹ میلادی به گلاسگو بازگشتند. در سال‌های بعد، فرانسیس مجموعه‌ای از آبرنگ‌های نمادین را نقاشی کرد که به انتخاب‌های پیش روی زنان، مانند ازدواج و مادری می‌پردازد. فرانسیس و هربرت پسری به نام سیلوان داشتند که در ژوئن ۱۹۰۰ میلادی به دنیا آمد و بعداً به رودزیا مهاجرت کرد.

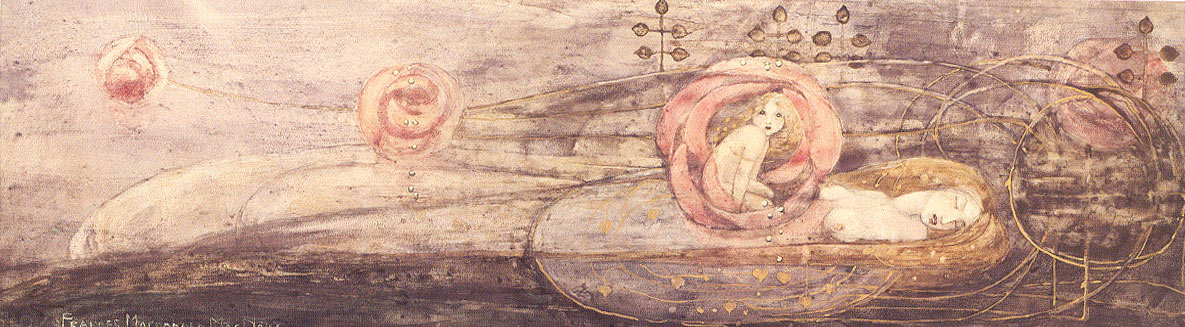
شاهزاده خانم خفته، ۱۹۰۹ میلادی

دستاوردهای فرانسیس کمتر از دستاوردهای خواهرش شناخته شده‌ است، که البته تا حدی به دلیل خروج او از گلاسگو است، اما همچنین به این دلیل که شوهرش بسیاری از آثار او را پس از مرگ وی نابود کرد. آثار هر دو خواهر نیز اغلب تحت الشعاع دستاوردهای چارلز رنی مکینتاش قرار می‌گرفتند. فرانسیس در سال ۱۹۲۱ میلادی در گلاسگو درگذشت.
بسیاری از آثار او که باقی مانده است، توسط موزه و گالری هنر هانترین و در گالری هنر واکر در لیورپول نگهداری می‌شود.

## نگارخانه

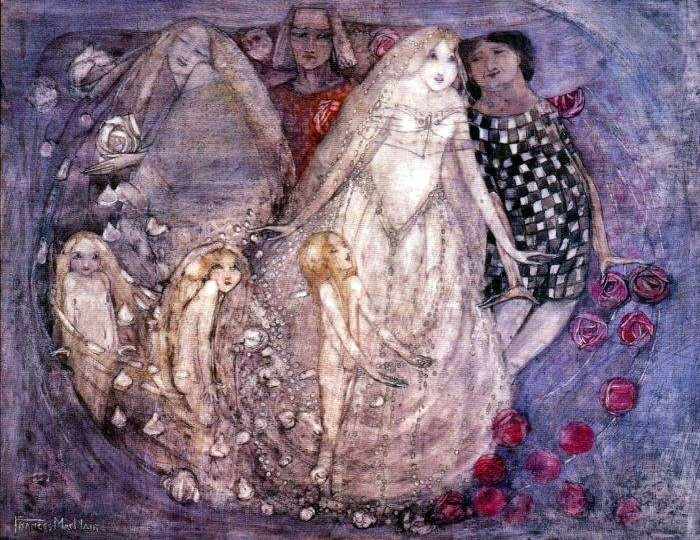
یک پارادوکس، ۱۹۰۵ میلادی
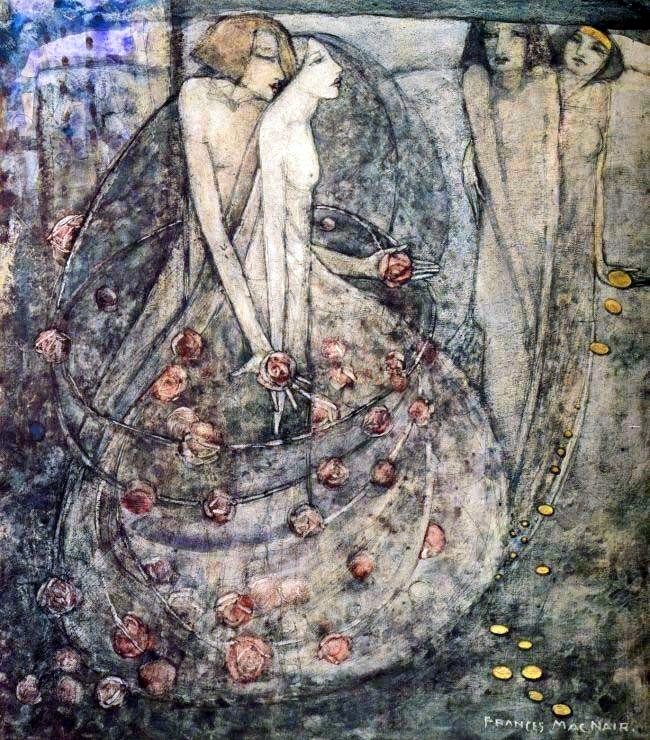
انتخاب
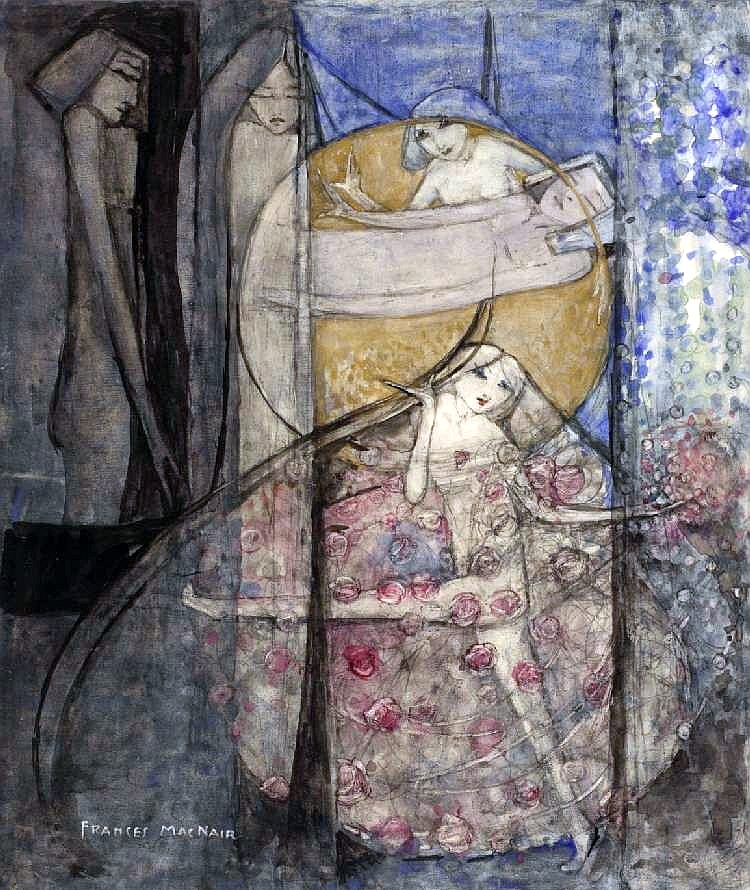
زن ایستاده در پشت خورشید
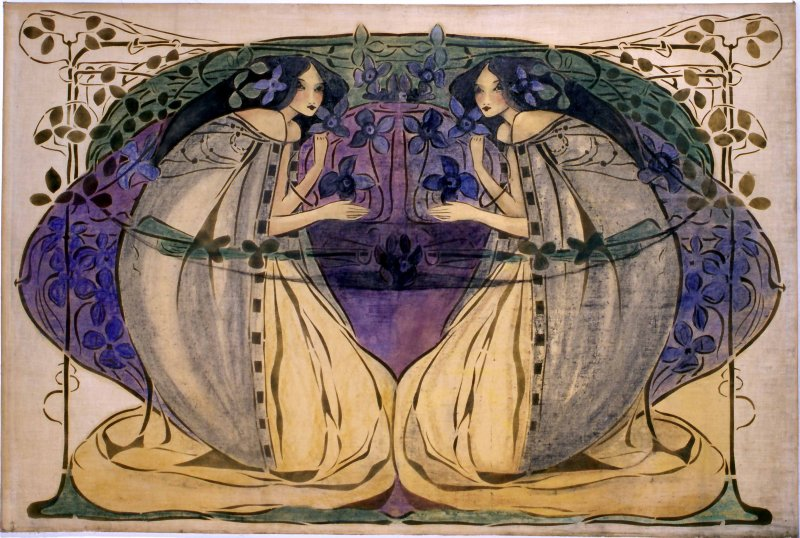
بهار
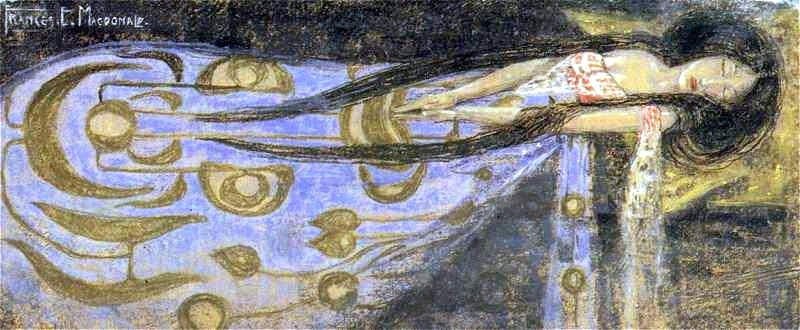
شاهزاده خانم خفته، ۱۹۱۰ میلادی